# 索福尼斯巴

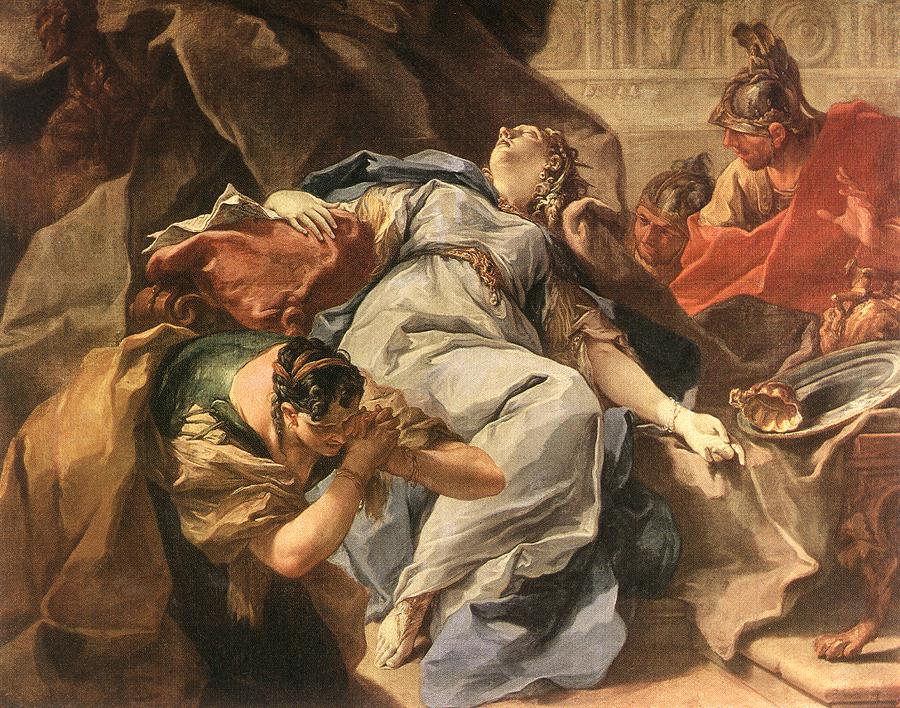
詹巴蒂斯塔·皮托尼绘《索福尼斯巴之死》（The Death of Sophonisba）

索福尼斯巴（Sophonisba；布匿语：𐤋𐤏𐤁𐤍𐤐𐤎‬ [SFNBʿL] 错误：{{Transl}}：无法识别的语言/字母代码：腓尼基字母（帮助）；？—前203年），又译为索芙妮丝芭、索芬尼斯芭等，是第二次布匿战争时期迦太基的一位贵族女性。
索福尼斯巴是迦太基武将哈斯德鲁巴·吉斯戈之女。她天生丽质，很早就同东努米底亚国王马西尼萨订婚。前206年，原与迦太基结盟的马西尼萨改同罗马结盟，哈斯德鲁巴则改与西努米底亚国王西法克斯结盟，并重新将女儿索福尼斯巴许配给西法克斯为妻。
前203年，马西尼萨与西庇阿击败西法克斯并将其捕获。马西尼萨因一直爱着索福尼斯巴而与其结婚。不过西庇阿不同意这门婚事，认为索福尼斯巴作为败将西法尼斯之妻应被带回罗马，在凯旋式上遭受羞辱。慑于罗马的强大，马西尼萨告知爱妻，他无法尽到丈夫的责任保护她，并赐她一瓶毒药。索福尼斯巴于是从容地喝下毒药自尽身亡。她的这一勇敢举动，为后世许多文学、艺术作品所颂扬。

## 脚注
1. ↑  的实际发音为「Safanbaʿal」。